# Armand de Périgord
Armand de Périgord (1178 – 2 gennaio 1245) è stato il 16º Gran Maestro dei Cavalieri templari dal 1232 al 1245. Apparteneva allo stesso Casato del celebre uomo politico e diplomatico Charles Maurice de Talleyrand-Périgord.

## Biografia
Fu maestro della provincia di Sicilia-Calabria dal 1205 al 1232, epoca in cui fu eletto Gran Maestro dell'Ordine templare. Organizzò l'attacco a Cana, di Safita e di Zippori e combatté i musulmani nella regione del Mar di Galilea. Tutte queste imprese si conclusero però un fallimento e diminuirono la potenza dell'Ordine.
Nel 1236, alla frontiera tra la Siria e Cilicia, 120 cavalieri e arcieri e turcopoli furono sorpresi in un'imboscata vicino alla città di Darbsâk (Terbezek). All'inizio della battaglia che seguì, i Templari investirono la città ma vi incontrarono una forte resistenza. Quando arrivarono rinforzi da Damasco ad aiutare i musulmani, i Templari furono massacrati. Il Gran Maestro rimase con appena una ventina di uomini con i quali raggiunse la loro fortezza ad Ascalona a 20 km da Damasco.
Nel settembre 1239, il Gran Maestro arrivò a San Giovanni d'Acri. Vi conclude un trattato con il sultano di Damasco, come i Cavalieri Ospitalieri avevano fatto con il sultano d'Egitto. Nel 1244 il sultano di Damasco chiese l'assistenza dei Templari per respingere i Corasmi del debellato Impero dei Khwārezmshāh dell'Asia centrale, che avevano preso a percorrere in armi e a razziare la Siria settentrionale..
Nell'ottobre 1244, le forze federate dei Templari, degli Ospitalieri e dei Teutonici, insieme con il sultano di Damasco e di Kerak (attuale Giordania), affrontarono il sultano d'Egitto al-Salih Ayyub e i suoi alleati corasmi nella battaglia di La Forbie (o battaglia di al-Harbiyya o di Gaza). La coalizione dei cristiani e dei musulmani siriani fu sconfitta e lasciò più di 30.000 morti sul campo di battaglia. Alcuni cavalieri Templari e Ospedalieri riuscirono a rifugiarsi a San Giovanni d'Acri. Non si conosce la sorte del Gran Maestro: le principali ipotesi sono che morì in battaglia (quindi nel 1245), o che invece venne fatto prigioniero per morire poi nel 1247, in entrambi i casi non fu più il Gran Maestro dal 1245.